# VdB 27
vdB 27 è una nebulosa a riflessione visibile nella costellazione del Toro.
Si individua circa due gradi a NNE della stella φ Tauri, che essendo di magnitudine 4,9 è ben visibile ad occhio nudo sotto un cielo non inquinato; appare sul bordo di una nebulosa oscura catalogata come B214 ed è illuminata dalla radiazione della stella variabile RY Tauri, una stella T Tauri (dunque molto giovane) dalla velocità di rotazione molto elevata. La nebulosa appare di un colore marcatamente bluastro.
La stella RY Tauri ha una luminosità variabile, che si ripercuote sulla nebulosa, diventando anch'essa variabile; delle osservazioni condotte sulla banda dell'Hα mostrano che dalla stella si genera un getto orientato perpendicolarmente al disco di accrescimento che la stella possiede. Osservazioni registrate su una scala temporale molto ampia mostrano che la stella cambia il suo colore apparente, diventando bluastra quando la sua luminosità aumenta e rossastra quando diminuisce; inoltre la magnitudine della sua polarizzazione indica che la stella viene parzialmente oscurata dalla nebulosa circostante.